# Les Sœurs ennemies
Pour plus de détails, voir Fiche technique et Distribution.
Les Sœurs ennemies est un film français réalisé par Germaine Dulac en 1915, sorti en 1917.

## Synopsis
Jeannine et Lucile sont deux sœurs. L'aînée, Lucile, s'est longtemps occupée de sa cadette. Lorsque celle-ci trouve le bonheur en se mariant avec Maxime, un avocat, la jalousie commence à ronger son âme et elle en vient à mettre tellement en péril le ménage de sa sœur et l'honneur de son beau-frère que ce dernier songe à se suicider. Prise de remords, elle quitte leur maison après avoir rendu le document dont l'absence a failli causer la ruine de Maxime.

## Fiche technique
- Titre original : Les Sœurs ennemies
- Réalisation : Germaine Dulac
- Scénario : Albert Dulac et Irène Hillel-Erlanger
- Photographie : Maurice Forster
- Producteur : Albert Dulac
- Société de production : Productions Délia[1],[2]
- Société de distribution : Pathé[1]
- Pays de production :  France
- Langue originale : français
- Format : noir et blanc — 1,33:1 — 35 mm — film muet
- Métrage : 770 mètres
- Genre : Film dramatique
- Durée : 25 minutes et 40 secondes
- Numéro de catalogue Pathé : 7822
- Dates de sortie :

France : 27 février 1917

## Distribution
- Suzanne Desprès : Lucille Aubry
- Mag Véry : Jeannine Aubry
- Jacques Grétillat : Maxime Demarle
- Renée Bartout
- Laurette Caïra